# L'asino e il fardello
L'asino che portava il sale è una favola scritta da Esopo.

## Trama
Un asino, che portava sulla schiena un sacco di sale, doveva andare attraverso un ruscello profondo. Nel mezzo dello stesso egli incespicò e cadde in acqua. Quando si alzò nuovamente sentì che il suo fardello era diventato molto più leggero; perché una grande parte del sale si era sciolta nell'acqua. "Ciò terrò a mente", disse allegramente a se stesso.  
Il giorno successivo l'asino doveva portare un sacco  non molto pesante con delle spugne. Quando egli ora nuovamente si trovò attraverso l'acqua, si coricò di proposito; poiché pensava che il carico diventasse più leggero tramite l'acqua come il giorno precedente. Ma come aveva fatto male i conti! Le spugne erano diventate così pesanti per l'acqua assorbita, che poteva  portare via ancora il suo carico ma solamente con grande sforzo.